# Henry Liddell

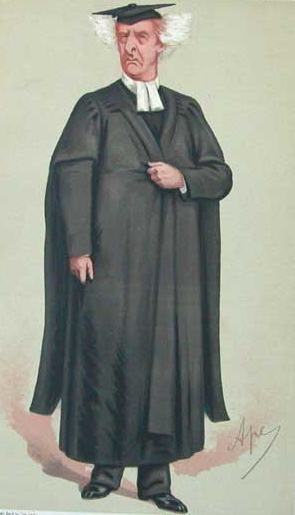
Caricatura de Henry Liddell.

El Gran Reverendo Henry George Liddell (6 de febrero de 1811-18 de enero de 1898) fue Vicecanciller de la Universidad de Oxford, capellán de la Christ Church de Oxford, y coautor (con el filólogo Robert Scott) de la monumental obra A Greek-English Lexicon, que todavía se utiliza hoy día y es gran herramienta e imprescindible para la traducción de textos en las universidades de todo el mundo y a nivel particular.
Liddell recibió su educación en Charterhouse y la Christ Church de Oxford. Obtuvo la primera posición en dos licenciaturas en la universidad en 1833, entonces se convirtió en tutor de un college y se le nombró tal en 1838.

## Padres y antepasados
Sus abuelos paternos fueron Henry George Liddell, 5th Baronet Liddell (25 de noviembre de 1749-26 de noviembre de 1791) y su mujer Elizabeth Steele. Su hijo mayor fue Thomas Henry Liddell, primer Barón de Ravensworth (8 de febrero de 1775-8 de marzo de 1855).
Su hijo pequeño fue el Señor Reverendo Henry George Liddell, rector de Easington (nacido anterior a 1791-9 de marzo de 1872). Se casó con Charlotte Lyon (nacida antes de 1794-30 de enero de 1871). Fue hija de Thomas Lyon (c. 1741-13 de septiembre de 1796 y de su mujer Mary Elizabeth Wren (fallecida el 13 de mayo de 1811).

## Mujer e hijos
El 2 de julio de 1846, Henry se casó con Lorina Reeve (fallecida el 25 de junio de 1910), Fueron padres de diez hijos:
- Edward Henry Liddell (6 de septiembre de 1847-14 de junio de 1911).
- Lorina Charlotte Liddell (11 de mayo de 1849-29 de octubre de 1930).
- James Arthur Charles Liddell (28 de diciembre de 1850-27 de noviembre de 1853)
- Alice Pleasance Liddell (4 de mayo de 1852-16 de noviembre de 1934). En honor de quien Lewis Carroll escribió el clásico Alicia en el país de las maravillas
- Edith Liddell 1854-1876.
- Rhoda Caroline Anne Liddell (1859-19 de mayo de 1949).
- Albert Edward Arthur Liddell (1863-28 de mayo de 1863)
- Violet Constance Liddell (10 de marzo de 1864-9 de diciembre de 1927).
- Sir Frederick Francis Liddell (7 de junio de 1865-19 de marzo de 1950).
- Lionel Charles Liddell (22 de mayo de 1868-21 de marzo de 1942).